# Маркиан
Вижте пояснителната страница за други личности с името Маркиан.
Флавий Маркиан (на латински: Flavius Marcianus; на гръцки: Φλάβιος Μαρκιανός) е император на Източната Римска империя от 450 до смъртта си през 457 година. С него приключва Теодосиевата династия.

## Произход и възкачване
Маркиан, романизиран тракиец по произход, е син на войник. Постъпва в армията млад и започва кариерата си като обикновен пехотинец. По-голямата част от живота си прекарва в походи. По време на Персийската война от 420 – 422 г. служи в източноримската армия под командването на гота Ардабур. По-късно, през 443 г., участва в похода на Аспар в Африка, попада в плен на вандалите, но е пуснат от самия крал Гейзерик, който, както гласи преданието, първи предсказал на Маркиан, че ще бъде император. В замяна Маркиан се заклева никога повече да не вдига оръжие срещу вандалите.
През годините Маркиан се издига до генерал, получава ранг на сенатор и става началник на императорската стража при Теодосий II. Когато император Теодосий II починал, сестра му Пулхерия, докато още никой не знаел за смъртта на императора, пратила да извикат Маркиан и когато той дошъл, казала: „Тъй като императорът се помина, то аз избирам тебе измежду целия сенат, като най-достойния от всички. Дай ми дума, че ще уважиш девството ми, което съм обещала Богу, и аз ще те провъзглася за император“. Маркиан обещал и Пулхерия извикала патриарха и сената, за да го обяви за римски император. После той встъпва в брак с Пулхерия, но не я познал като жена. След смъртта им те са обявени за светци от източноправославната църква.
Смята с, че за възкачването на Маркиан като продължител на Теодосиевата династия решаващ принос имал главният командир на армията от алански произход magister militum Аспар.

## Царуване
Маркиан бил умен и справедлив, макар и слабо образован човек. Въпреки това негово управление се характеризира с укрепване на империята както в икономически, така и във военно-политически план, вследствие на икономическите и финансови реформи проведени от него.
С помощта на суровия си характер Маркиан успява да обуздае своеволията на евнусите и да спре разточителствата. Екзекутиран бил влиятелният придворен евнух Хрисафий, чиито интриги били толерирани от Теодосий. Маркиан също така забранява търговията с длъжности и нарежда да се презаселят обезлюдените провинции.
Друго значително събитие през неговото царуване е Четвъртият Вселенски събор в Халкедон от 451 г., на който Маркиан се опитва да посредничи между враждуващите теологични школи. На събора били приети решения, утвърждаващи ортодоксалното християнство и заклеймяващи ересите монофизитство и несторианство.
Подобрена била защитата на границите от външни неприятели. През 452 г. били отблъснати атаките на Персия срещу провинциите Сирия и Египет. Потушени били и вълненията на арменската граница през 456 година.
Когато през 450 г. Атила поискал ежегодния данък от императора, Маркиан отвърнал, че не е длъжен да плаща обещаното от предшественика му и че „златото е за приятелите, а желязото за враговете“. Ако Атила го заплашел с война, той щял да събере сила, която да не остъпва на неговата. Атила известно време се колебал с кого по-напред да започне война – с Рим или Константинопол. Накрая все пак решил първо да нападне Западната империя и само преждевременнта му смърт през 453 г. попречила да отмъсти на Маркиан.
Византийският император не предприема нищо в отговор на кампаниите на Атила и верен на обещанието, дадено в младостта си, той не вдигнал меч срещу вандалите, които превземат Рим през 455 година. В последно време обаче се появяват съмнения, че Маркиан все пак е взел по-дейно участие в подпомагането на Западната Римска империя, отколкото историците смятаха, и че неговият пръст може да бъде забелязан в събитията, довели в крайна сметка до смъртта на Атила.
Маркиан умира през 457 година. Погребан в константинополската църква Св. Апостоли. Източното православие чества празника на светите Маркиан и Пулхерия на 17 февруари.

## Извори
1. ↑  Евагрий: 2; 1
2. ↑  Теофан Изповедник: 443
3. ↑  Евагрий: 2; 1
4. ↑  Приск: 12
5. ↑  Babcock, Michael A., The Night Attila Died: Solving the Murder of Attila the Hun, Berkley Books, 2005.